# Leon Ćwikła
Leon Ćwikła (ur. 20 lipca 1898 w Warzyńczycach, zm. 28 czerwca 1920 pod Kalikijowem) – podoficer Wojska Polskiego w II Rzeczypospolitej, kawaler Orderu Virtuti Militari.

## Życiorys
Urodził się w rodzinie Walentego i Marianny z Mąkałów. Absolwent szkoły ludowej. Po ukończeniu nauki pracował w gospodarstwie rolnym rodziców.
W marcu 1914 wyjechał do Niemiec w poszukiwaniu pracy. Powrócił do Polski w 1918, a wiosną 1919 wstąpił do odrodzonego Wojska Polskiego i otrzymał przydział do 1 szwadronu 8 pułku ułanów i w jego szeregach walczył na froncie polsko-bolszewickim. Zginął pod Kalikijowem podczas odwrotu wojsk polskich z Ukrainy, gdy usiłował wraz z grupą kolegów utorować drogę swemu szwadronowi.
Za bohaterstwo w walce odznaczony został Krzyżem Srebrnym Orderu Virtuti Militari i awansował na stopień wachmistrza. Był żonaty z Marianną z Siłków, córka Józefa.

## Ordery i odznaczenia
- Krzyż Srebrny Orderu Virtuti Militari (nr 4626)